# Saurauia sampad
Saurauia sampad är en tvåhjärtbladig växtart som beskrevs av Adolph Daniel Edward Elmer. Saurauia sampad ingår i släktet Saurauia och familjen Actinidiaceae. Inga underarter finns listade i Catalogue of Life.